# Крешимир Зимонић
Крешимир Зимонић (Ђурђеновац, 1956) је хрватски умјетник — карикатуриста, аниматор и цртач стрипова.

## Биографија
Основну школу завршио је у Винковцима, а потом и Школу примјењених умјетности у Загребу. Студирао је на Академији ликовних умјетности такође у Загребу. У групи је најугледнијих хрватских стрипских аутора и најистакнутији представник другог нараштаја Загребачке школе цртаног филма.
Стрипове и илустрације објављује континуирано од средине седамдесетих година. Од 1979. године професионално ради на анимираном филму. Прво као аниматор и главни цртач, а од 1983. и као самостални режисер. Године 1981. добио је привилегију статуса самосталног умјетника.
Члан је познате групе Нови квадрат, а такође је био и графичко-ликовни уредник загребачког часописа за дјецу Модра ласта, умјетнички директор Салона стрипа у Винковцима, главни уредник стрип магазина Патак, те један од оснивача и вишегодишњи предсједник Хрватскога друштва аутора стрипа.
Неколико година обављао је послове умјетничког директора Загреб филма, те био члан бројних комисија, а од 1992. и члан вијећа Свјетскога фестивала анимиранога филма у Загребу. Учествовао је на многим изложбама, а за своје стваралаштво је примио низ домаћих и међународних награда и признања. Од 2000. године је носилац одликовања Реда Данице хрватске с ликом Марка Марулића за особите заслуге у култури.
Током дугогодишње плодне симбиозе с листом за младе "Модра ласта" настала је Златка, лик изразите популарности, који се данас сматра једним од антологијских ликова хрватског стрипа.

## Дјела

### Дизајн, стрип и илустрација

#### Збирке стрипова
- "Споре" (1990)
- "Златка" (1998)
- "Луна" (1999)
- "Битка код Сиска 1593" (заједно с Душаном Гачићем) (2000)

#### Стрип-серијали
- "Луна",
- "Нокак",
- "Приче из давнине",
- "Златка", "Кронике".

#### Илустрације за књиге
- З. Шпорер: "Математички лексикон"
- С. Вадла: "Бајка о геми"
- И. Б. Мажуранић: "Приче из давнине"
- О. Вајлд: "Сретни принц"
- Ј. П. Бари: "Петар Пан",
- Ј. Шпири: "Хајди", Загреб 1995.
- Д. Перица: "Жар на длану"
- С. Томаш: "Мали ратни дневник"
- Л. Бајук-Пецотић: "Кнеја", Мозаик књига 1999.
- Ј. Хорват: "Свјетионик", Школска књига 2000.
- О. Вајлд: "Сретни краљевић и друге приче", АБЦ наклада 2001.
- Анђелка Мартић: "Три лисице и шумски цар", Голден маркетинг 2002.
- А. Мартић: "Дјечак и див", Голден маркетинг 2002.
- Лидија Бајук-Пецотић: "Кнеја", Слон 2002.

#### Листови и часописи
Пегаз, Полет, Студент, Видици, Питања, Око, Стрипотека, Патак, Yu-стрип, Наш стрип, Маслачак, Модра ласта, Смиб, Галеб, Курир, Еротика, Вјесник, Вечерњи лист, Студио, Фокус, Квадрат, Култ, Шаљи даље, Booom.

#### Антологије и каталози
- "Хрватски посљератни стрип"
- "Пут у обећану земљу"
- Салон стрипа у Винковцима '84, '92, '95, '97 и '99
- Међународна изложба цртежа, Ријека '98

#### Плакати:
- Казалишна радионица "Поздрави", 1978.
- Салон стрипа Винковци 1984. и 1985.
- Казалиште "Трешња" - 1986.
- Сисак - за љепши град - 1987.
- Свјетски фестивал анимираног филма Загреб '92
- Модра ласта, 1993.
- Изложба стрипа у Ријеци, 1995.
- Свјетски дан вода , 1999.
- Свјетски фестивал анимираног филма Загреб 2002.

### Анимирани филм

#### Цртеж и анимација
- "Кугина кућа" 1979.

#### Сценариј, цртеж, анимација и режија:
- "Албум" 1983.
- "Утакмица" 1987.
- "Лептири" 1988.
- "Круг" 1989.
- 1991.
- "Чакај ме" 1992.[2]

## Награде и признања
- 1978. Награда за стрип на натјечају листа "Младост"
- Награда за стрип на натјечају у "Дечјим новинама" ("Луна")
- 1981. Монтреал, Канада - Награда за политички цртеж (илустрација)
- 1983. Београд - најбољи анимирани филм ("Албум")
- Анеси, Француска - најбољи први филм ("Албум")
- 1984. Мадрид, Шпањолска - најбољи анимирани филм ("Албум")
- Награда "7. секретара СКОЈ-а" за филм ("Албум")
- Награда "Владимир Назор" за филм (годишња) ("Албум")
- 1985. Награда за најбољи стрип, натјечај "Видици"
- Награда "Гавран" за стрип
- 1987. Гијон, Шпањолска - Награда филмских критичара ("Утакмица")
- Титоград (сада: Подгорица) - Награда за најбољу анимацију ("Утакмица")
- 1988. Загреб, Свјетски фестивал анимираног филма - Награда за ликовност ("Лептири")
- 1989. Београд - Награда за анимацију ("Круг")
- 1992. Салон стрипа Винковци -
- Хирошима, Јапан - диплома ("Greetings from Croatia")
- Загреб, Дани хрватског филма - Награда "Октавијан" ("Чакај ме").
- 2000. Одликовање Редом Данице Хрватске с ликом Марка Марулића за особите заслуге у култури.